# Rudolf Metz
Rudolf Metz (* 4. Juni 1923 in Karlsruhe; † 18. Oktober 1991) war ein deutscher Geologe. Seine Monografien über die Geologie des Schwarzwalds umfassen ebenso weitläufig die Natur- und Landesgeschichte. Bekannt wurde er bei zahlreichen Mineraliensammlern durch seine Exkursionen.

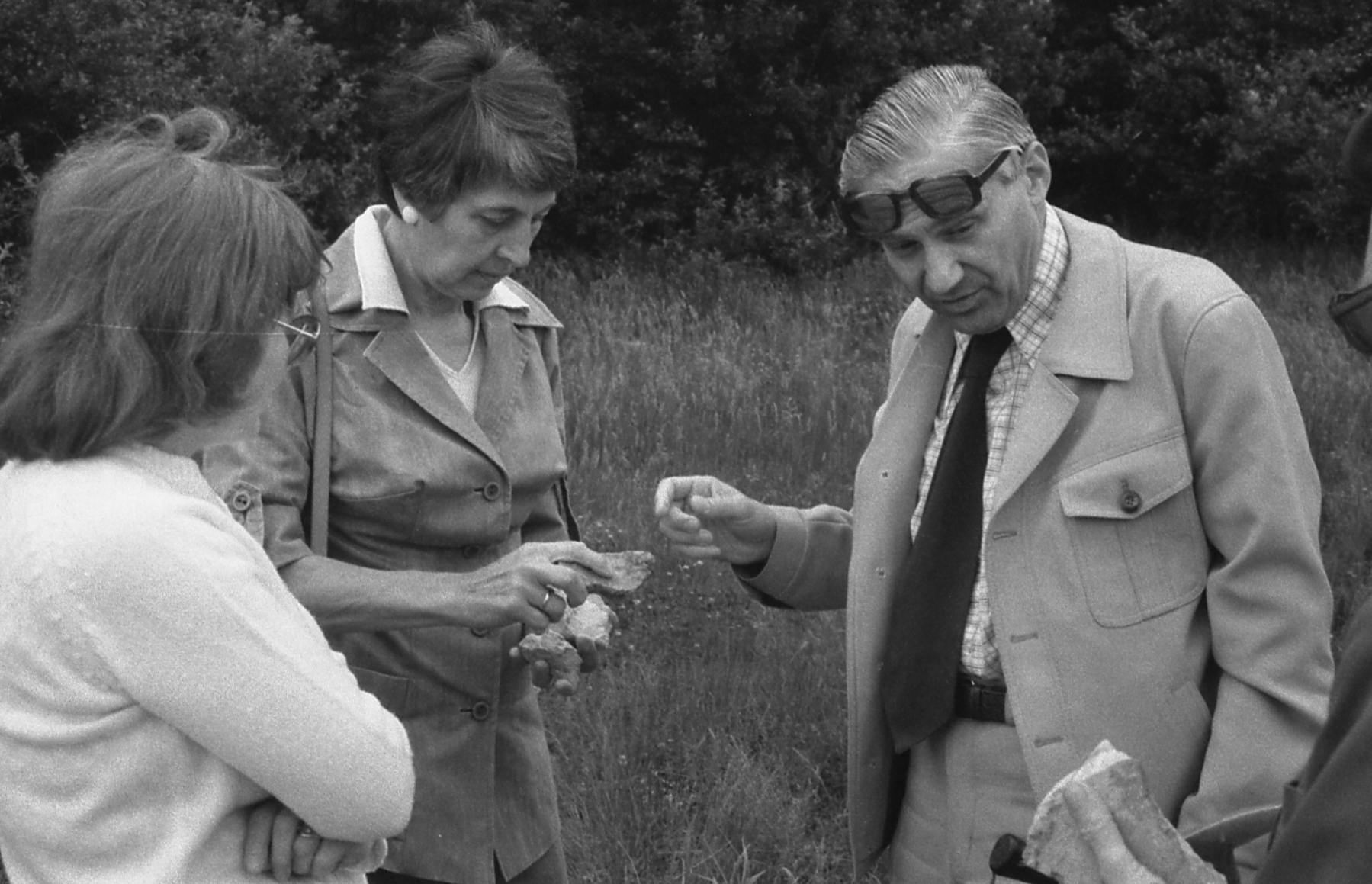
Rudolf Metz (rechts) auf einer Exkursion für die VHS Offenburg im Juni 1978

## Leben
Rudolf Metz, Sohn des Geographen Friedrich Metz, bestand 1942 sein Abitur in Freiburg. Von 1942 bis 1944 war er im Kriegsdienst. Nach einer Verwundung 1944 war er bis 1948 in englischer Gefangenschaft. Dann studierte er in Freiburg Mineralogie und Geologie und promovierte 1952 bei Hans Schneiderhöhn. Von 1952 bis 1956 war er Assistent am Mineralogischen Institut in Freiburg. Hier arbeitete er zu petrographischen und lagerstättenkundlichen Themen. 1958 wurde er Assistent am Geologischen Institut der TH Karlsruhe, habilitierte 1971 und wurde 1983 zum außerplanmäßigen Professor an der Universität Karlsruhe ernannt. 1988 trat er in den Ruhestand. 1990 wurde er Ehrenmitglied des Oberrheinischen Geologischen Vereins (OGV).

## Werke
- mit Arnold Ernst Fanck: Antlitz edler Steine. Mineralien – Kristalle. Chr. Belser Verlag, Stuttgart 1964 und 1978
- Mineralogisch-landeskundliche Wanderungen im Nordschwarzwald, besonders in dessen alten Bergbaurevieren. 2., vollständig überarbeitete Auflage, Schauenburg, Lahr 1977, ISBN 3-7946-0128-9.
- Geologische Landeskunde des Hotzenwalds mit Exkursionen in dessen alten Bergbaugebieten. Schauenburg, Lahr 1980, ISBN 3-7946-0174-2.